# Благовеста Мекки-Цветкова
Благовеста Мекки-Цветкова е българска оперна певица, мецосопрано, солистка в Софийската опера.
Произхожда от смесен брак на майка българка и баща алжирец.
Започва кариерата си с Детския хор на Българското национално радио и телевизия като солист. Пее на сцените на Лондон (Albert hall), Токио (Suntory Hall), Бон, Париж, Кардиф, Женева, Берлин и др.
Завършва висше образование през 1996 г. в Държавната музикална академия в София, специализира при Александрина Милчева. Дебютира през 1996 г. на сцената на Музикалния театър в София с ролята на Арсена от оперетата „Цигански барон“ на Йохан Щраус (син). През 1998 г. е нейният дебют на сцената на Софийската опера с ролята на Хензел от операта „Хензел и Гретел“ на Енгелберт Хъмпердинк.
От 1998 до 2003 г. е водещ солист на Държавната опера в Стара Загора и изпълнява ролите на: Елена (в „Хубавата Елена“ на Жак Офенбах), Анна Главари (във „Веселата вдовица“ на Франц Лехар), Зорница (в „Луд гидия“ на Парашкев Хаджиев), Мюзета (в „Бохеми“ на Джакомо Пучини), Керубино (в „Сватбата на Фигаро“ на В. А. Моцарт), Кармен (в „Кармен“ на Жорж Бизе), Силва (в „Царицата на чардаша“ на Имре Калман).
След 2003 г. има многобройни концерти и изяви в Германия, Испания, Франция, ОАЕ, Ливан, Алжир. Гост-солист на Държавната филхармония в София и в постановки на Оперния театър в Стара Загора. От 2007 г. работи на сцената на Националната опера в София. Изпълнява ролите на: Ерда (в „Рейнско злато“ на Рихард Вагнер), Половецката девойка (в „Княз Игор“ на Александър Бородин), Принцесата (в „Сестра Анджелика“ на Джакомо Пучини), Зоя (в „Цар Калоян“ на Панчо Владигеров), Хензел (в „Хензел и Гретел“ на Енгелберт Хъмпердинк) и др.